# Quartier Général-Frère
Le quartier Général-Frère est une base militaire au cœur de Lyon dont les principales activités sont la gestion des ressources humaines, financière, la formation et la logistique au service du général commandant la zone de défense sud-est. 
Il est composé de deux zones : une base militaire (base de défense Lyon La Valbonne Valence) dans le 7e arrondissement de Lyon, et une zone publique qui abrite une crèche de la ville de Lyon, le CIRFA (centre d'information et de recrutement) et le cercle mixte (point de restauration ouverts aux adhérents).

## Situation
Le quartier Général-Frère est situé sur une très grande parcelle le long du Rhône, entre l'avenue Leclerc, la rue Gustave-Nadaud, le boulevard Yves-Farge et la rue des Girondins.

## Histoire
Le quartier Général-Frère prend son nom en 1968, succédant au fort de la Vitriolerie. Il tient son nom du général Aubert Frère, fondateur de l'Organisation de résistance de l'Armée.